# 老查理·卓别林
查尔斯·斯宾塞·卓别林（英語：Charles Spencer Chaplin Sr.，1863年3月18日—1901年5月9日），英国音乐厅的艺人，喜剧电影大师查理·卓别林之父。他在19世纪末期获得巨大成功。

## 早年生活
老查尔斯·卓别林于1863年3月18日生于伦敦，是家中的第三个孩子。他的父亲是屠夫，但他接受的是工薪阶层的教育。关于卓别林的早年生活资料现在几乎无从查起。尽管1871年和1881年的人口普查显示他的父母和家人曾住在诺丁山的瑞灵顿广场，是凶手约翰·克里斯蒂后来居住的街道。
1886年6月，22岁的他与19岁的汉娜·希尔结婚，三年前两人曾同演了一出戏。当时汉娜有一个儿子名叫悉尼·约翰·卓别林，他在母亲结婚后也改姓卓别林。
1889年4月16日，他和汉娜的儿子小查理·卓别林出生。1891年两人分居，但此后仍保留婚姻关系直至他去世。

## 音乐厅

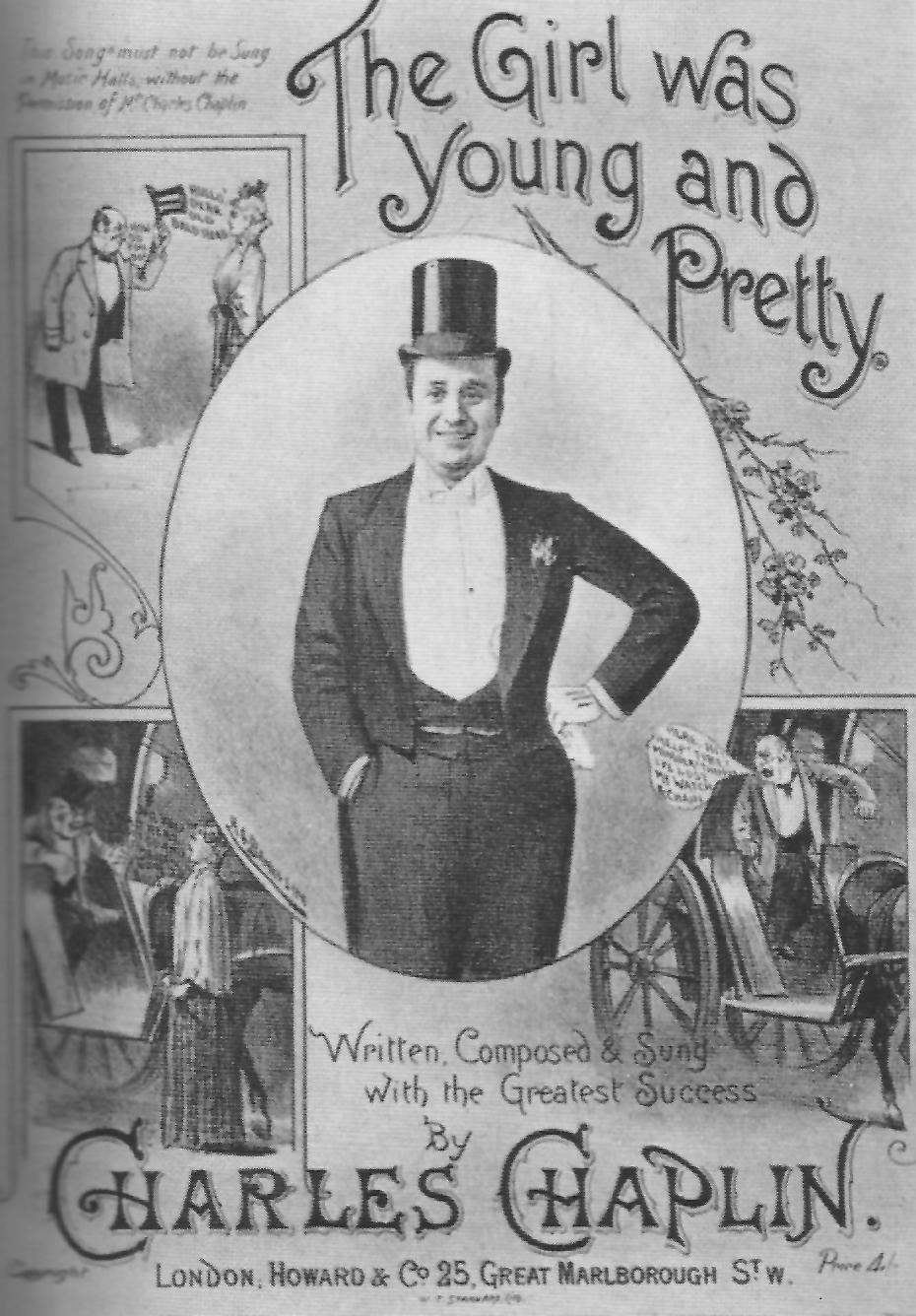
卓别林的一首流行歌曲的乐谱封面

尽管他的家族没有表演的背景，但卓别林被1880年代伦敦南部蓬勃发展的音乐厅行业所吸引。1887年6月10日，他首次在保利综艺剧院演出，当时他是一名模仿者，但很快就改为“戏剧化和描述性的歌手”。他唱的歌曲关乎日常生活，比如唠叨的妻子、岳母、哭闹的婴儿，这些歌曲深受观众欢迎。到了1890年，他有了定期的预约。音乐出版商Francis, Day & Hunter在1890年出版了他的三首歌：《教堂的钟声》、《日常生活》和《呃，男孩们？》。
1890年夏天，卓别林在美国巡回演出，包括在纽约市联合广场剧院的演出。尽管卓别林从未达到丹·莱诺和赫伯特·坎贝尔等明星的高度，但他的成功足以让他的名字和肖像印在与他有关的歌曲的乐谱封面上。
卓别林的巅峰时期是从1890年到1896年，但到1897年，他仍在各省工作。1898年，他仍然有足够的吸引力，并在莱斯特的新帝国皇宫剧院拥有最高票房。大约在这个时候，他的参与度开始减少，他最后一次为人所知的演出是1900年9月在沃尔勒姆格林的格兰维尔剧院。

## 与查理·卓别林的关系
卓别林与汉娜分居后便与儿子没有了联系，也没有提供经济支持。查理·卓别林在70年后的回忆录中写道，他“几乎不记得有父亲”。尽管事实上他们在肯宁顿住得很近。1896年，查理和悉尼被送进了济贫院。当地机构联系了卓别林，他说他愿意照顾查理，但不愿意照顾悉尼。监护委员会决定最好让兄弟俩在一起，但裁定卓别林对两个男孩都负有法律责任，并命令他每周支付15先令用于共同抚养。但他没有支付任何款项，因此一年后，南华伦敦自治市镇议会对卓别林发出拘捕令，理由是他忽视了抚养孩子。后来卓别林的兄弟斯宾塞提供了还款，因而免遭逮捕。
1898年7月，查理和悉尼再次被送进济贫院。当时，监护委员会正寻找他们的父亲并在同年9月找到了他。于是两个男孩出院并交由卓别林照顾。当时九岁的查理只记得见过他父亲两次：一次是在舞台上，还有一次是在肯宁顿街上从他身边经过。卓别林和一个名叫路易丝的女人以及他们四岁的儿子住在一起。当时他已经变成了一个酒鬼，且很少在家。两个月后，男孩们离开了卓别林的看护。从那以后，卓别林偶尔会给他的儿子们提供经济支持。
1899年，卓别林向小查理介绍娱乐产业。他让查理在一位朋友经营的蘭開夏八小伙木屐舞团中扮演一个角色。查理后来回忆起在一家酒吧里见过他的父亲。卓别林见到这个男孩十分高兴，并在他一生中唯一一次热情地拥抱和亲吻他。

## 逝世
音乐厅表演的本质是希望明星们鼓励顾客购买饮料，这导致许多业内人士成为酗酒者。卓别林就是其中之一，正是酗酒逐渐结束了他的职业生涯。到1901年，他患上了肝硬化和水肿。他于4月29日被送往兰贝斯的聖托馬斯醫院，并于1901年5月9日逝世，享年38岁。卓别林去世时身无分文，以至差点举行穷人的葬礼，直到他的弟弟阿尔伯特支付丧葬费用。葬礼于1901年5月13日在圖廳的兰贝斯公墓举行。汉娜和当时12岁的查理·卓别林都参加了葬礼。

## 流行文化
在1989年的英国电视剧《年轻的查理·卓别林》中，老查尔斯·卓别林由演员伊恩·麦柯肖恩饰演。